# Parco siderurgico di Chiesa Vecchia

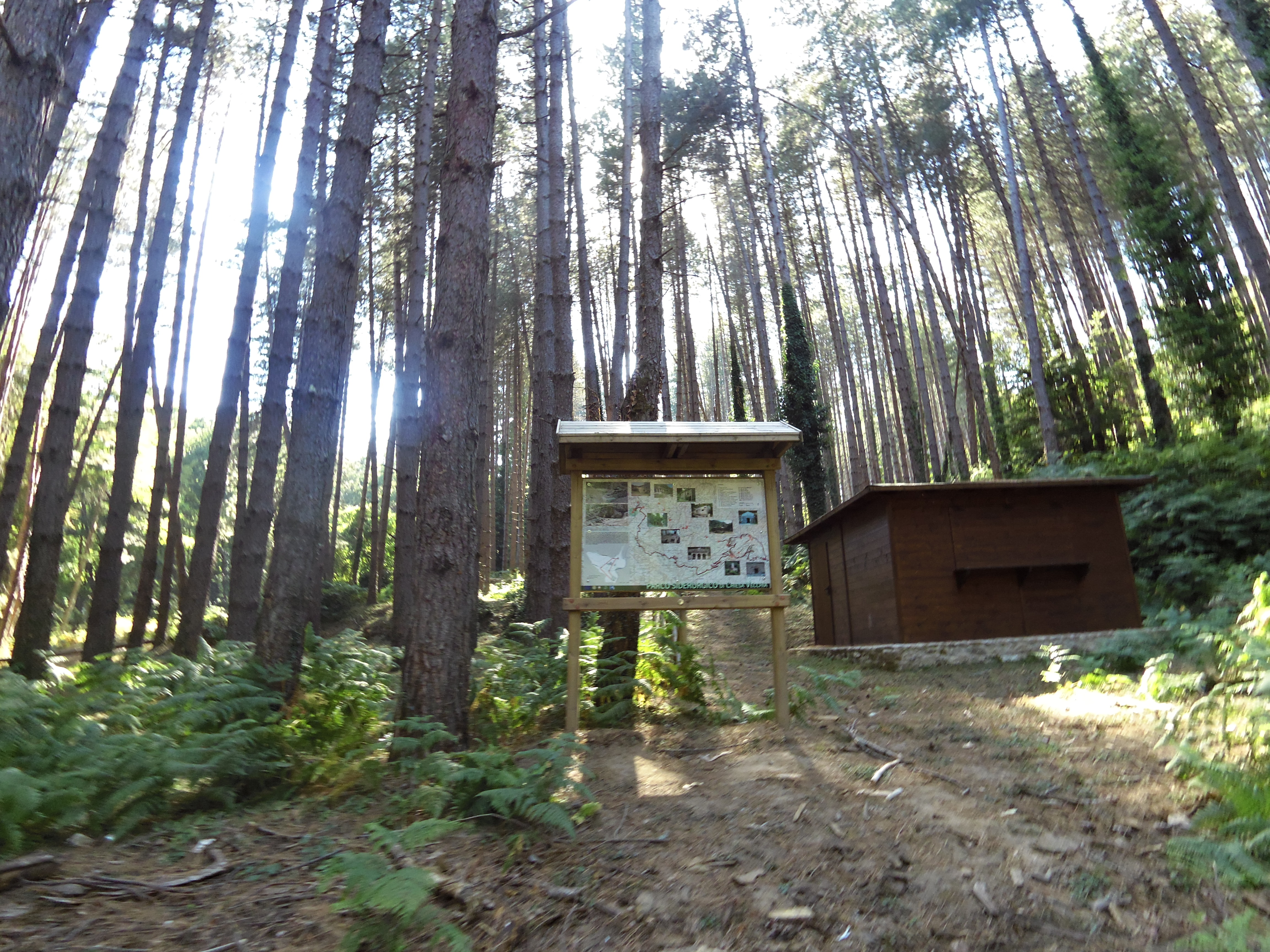
Ingresso del parco siderurgico (2017)

Il Parco siderurgico di Chiesa Vecchia è un parco istituito nel 2016, nato per recuperare l'antico "villaggio minerario" di località "Chiesa Vecchia" nel territorio della Ferdinandea a Stilo nella provincia di Reggio Calabria.

## Storia

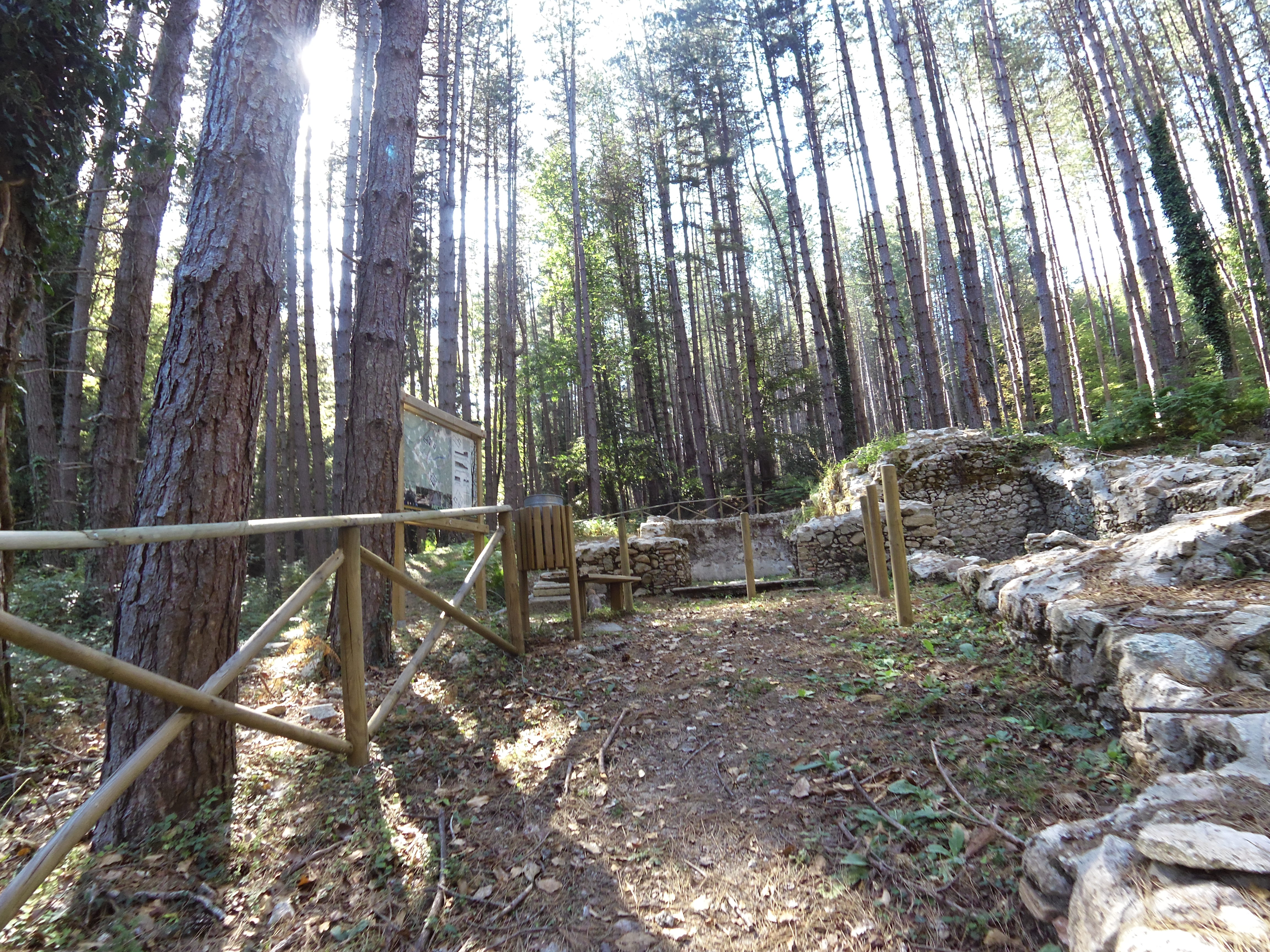
Chiesa e Palazzo amministrativo

La prima attestazione scritta del villaggio siderurgico si ha nel 1602, durante il periodo delle Regie ferriere di Stilo, il Commissario delle ferriere operanti nel Bosco di Stilo chiede dei finanziamenti per ricostruire in muratura le baracche in cui vivono gli operai e i magazzini.
Bisogna attendere il secolo successivo per avere nuove notizie, e precisamente la nascita delle Reali ferriere ed Officine di Mongiana.
Nel 1768 Il primo "Amministratore delle Regie Ferriere e Fonderie e Regio Capitano a Guerra del casale di Pazzano" G. F. Conty chiede alla Regia Corte per il villaggio di "Chiesa Vecchia" di sostituire il nuovo parroco con uno che sia anche medico per i fonditori (chi lavorava col forno fusore) e le loro famiglie come Paolo Bosco di Bivongi. Il Re accettò.

## Riscoperta
La prima scoperta dell'esistenza del villaggio siderurgico avvenne nel 1985 ad opera di Danilo Franco, Salvatore Riggio e Giorgio Metastasio.
Un primo articolo scientifico al riguardo venne pubblicato nel 1992 dagli stessi Salvatore Riggio e da Danilo Franco su Quaderni ACAI ed un secondo l'anno successivo su "Bollettino Ass. per A..I. industriale di Napoli".

## Finanziamento per lo scavo, il restauro e la valorizzazione
L'opera è stata finanziata nell'ambito del POR Calabria 2007-2013 e confinanziato con i fondi FESR per un totale di 450.000€.
Gli enti appaltanti: Ministero dei beni e delle attività culturali e del turismo e Direzione regionale per i beni paesaggistici della Calabria.

## Il villaggio siderurgico

### Palazzo amministrativo

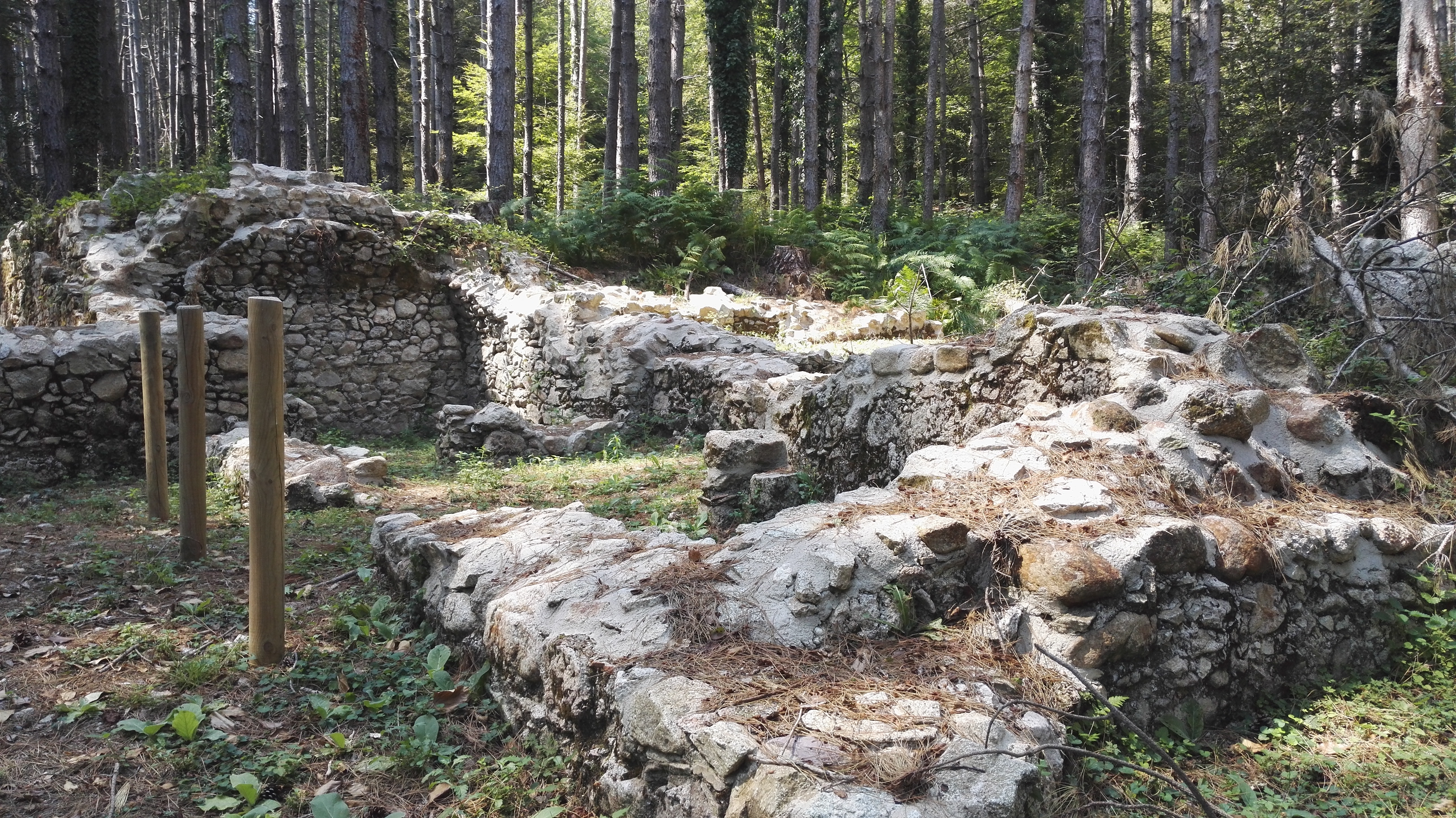
Alcuni resti del Palazzo amministrativo

Palazzo in muratura di pietrame di forma quadrangolare di almeno 2 piani del XVII secolo e rimaneggiato 3 volte fino al XVIII secolo. Dovrebbe esser stato costruito dal 1612 al 1620.
Un locale sarebbe stato adibito a magazzino per il ferro dolce, uno ampio come quartiere dell'artiglieria.
Al piano superiore sarebbe stato disposto l'abitazione per l'amministratore. Il portale, ora non più presente, era in granito come alcuni elementi della navata. Ai alti vi sono delle lesene e delle nicchie angolari.
Sono rimaste delle tracce di quadrature dipinte di colore rosso e giallo.

### Chiesa

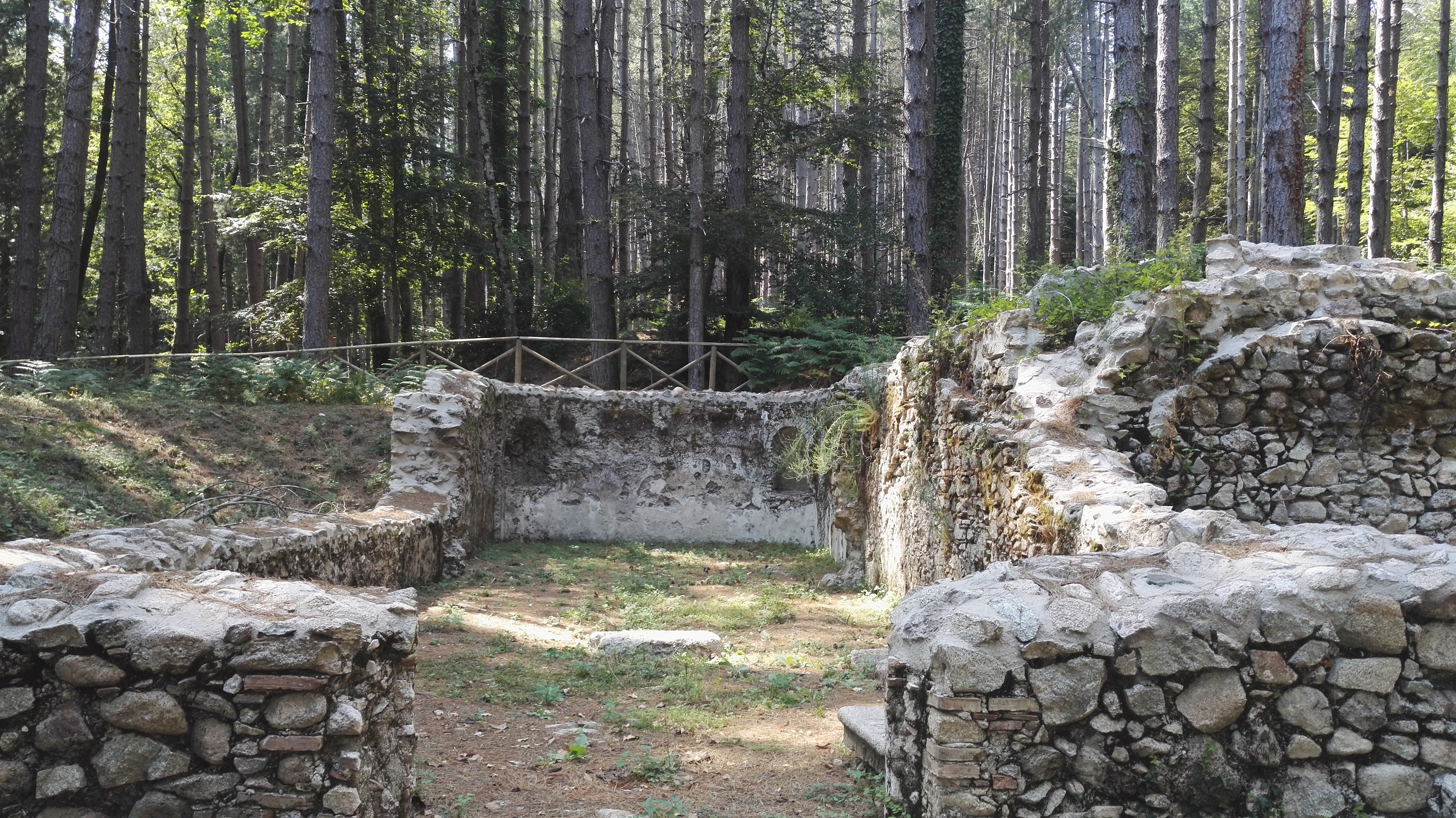
Resti della chiesa, ingresso

La chiesa dedicata forse a San Giovanni Battista fu probabilmente uno diversi edifici che fu rifatto in muratura nel XVII secolo. Il progetto fu seguito dal genio militare Gioffredo. A seguito delle proteste dei lavoratori che in caso di morte dovevano trasportare i defunti sino al cimitero di Fabrizia dalla direzione dello stabilimento fu approvato anche la creazione di un cimitero "fuori le mura.
La chiesa fu costruita in parte con fondi del governo pari a 600 ducati in parte con fondi degli operai per un valore pari a 300 ducati. Gioffredo la costruì nello stile delle cappelle militari. 
Nel 1855 fu restaurata dal Savino.
La chiesa  ha un impianto settecentesco, muratura in conci di pietrame con inserzione di laterizi. Al di sotto vi era una cripta di sepoltura.
Nel '600 c'è il primo riferimento ritrovato ad un parroco: don Marco Sotira.

### Settore produttivo: fornace

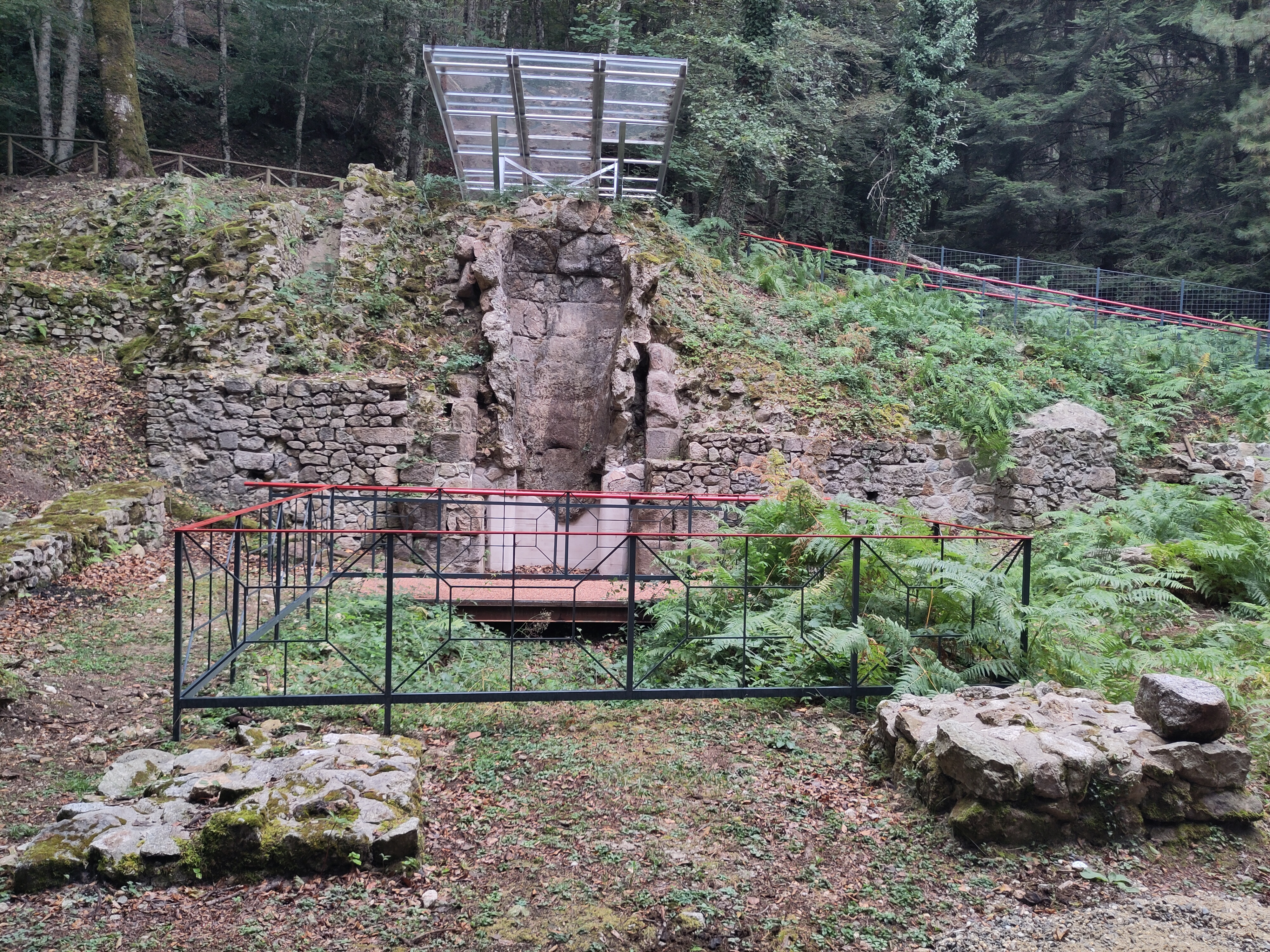
Resti del forno fusore (2024)

All'interno di ciò che resta dell'opificio, i resti del forno fusore rappresentano un unicum nel panorama italiano per due motivi: per la permanenza in situ dopo un lungo periodo di abbandono e perché potrebbe essere un forno di tipo "a manica" cinquecentesco e/o "cannecchio" settecento o più precisamente una via di mezzo.
Costruito a cavallo tra '700 e '800 a forma di tronco di piramide quadrangolare rovesciato, partirà da un'altezza tra i 7 e gli 8 metri appena costruito fino ad una tra i 10 e gli 11 metri.

### Le case degli operai
Essendo state costruite in legno sono andate perdute.